# Kali Urip
Kali Urip is een bestuurslaag in het regentschap Purworejo van de provincie Midden-Java, Indonesië. Kali Urip telt 2156 inwoners (volkstelling 2010).